# Kamen Goranov
Kamen Goranov (Klisura, Bulgaria, 7 de junio de 1948) es un deportista búlgaro retirado especialista en lucha grecorromana donde llegó a ser subcampeón olímpico en Montreal 1976.

## Carrera deportiva
En los Juegos Olímpicos de 1976 celebrados en Montreal ganó la medalla de plata en lucha grecorromana de pesos de hasta 100 kg, tras el luchador soviético Nikolai Balboshin (oro) y por delante del polaco Andrzej Skrzydlewski (bronce).